# Etruria (Argentina)
Etruria es una localidad ubicada al sudeste de la provincia de Córdoba, Argentina, en el departamento General San Martín.
Se encuentra sobre la Ruta Provincial 4, a 58 km de La Carlota por Ruta 4, y a 60 kilómetros de distancia de Villa María también por Ruta 4. Es un pueblo de llanura.
Tomó el nombre del antiguo imperio homónimo.
Las principales actividades económicas son la agricultura y la ganadería. Existe una planta de acopio de cereales y procesado de maní confitería, dos fábricas de productos lácteos, una de jugos y refrescos, una textil, una metalúrgica (tanques y silos refrigerados) y una maderera.

## Historia
Fundada el 17 de mayo de 1893 por Santiago Díaz, la población tomó su nombre de la estación ferroviaria que la precedió y que fue establecida por el ingeniero italiano Pedro Pelleschi, de Toscana, Italia (antigua Etruria).
Es un pequeño caserío que recibió el nombre de “Pueblo Soria” por estar ubicado en las tierras del estanciero Bernabé Soria, registra su existencia en las barrancas del Chazón mucho antes de que colocaran las vías del ferrocarril de Villa María a Rufino y dieran por nombre a la estación “Etruria”.
Fue el 25 de octubre de 1890 cuando “Etruria” vio llegar el primer tren y fue para esa fecha que comenzó a aparecer en planos y mapas.
El concesionario del ferrocarril Villa María a Rufino debía construir estaciones a lo largo de la vía para abastecer las máquinas de agua y leña cada 100 km, y como el tramo entre Villa María y La Carlota superaba esa distancia, se decide instalar una estación en el punto equidistante de ese recorrido.
La primera locomotora del Ferrocarril Pacífico llega el 25 de octubre de 1890 recorriendo dicho trazado, que llegaba hasta Rufino. Dicho ramal fue "levantado" en 1970.
Santiago Díaz, hombre de negocios domiciliado en la ciudad de Córdoba, propietario de 8.824 ha de tierra virgen del lugar denominado "Macho Muerto", decide lotear para acogerse a la "Ley de Inmigración y Colonización" (ley N.º 761/76 -dictada en 1876-) que lo beneficiaba en la eximición de impuestos por cuatro años, si lograba radicar inmigrantes con sus familias y organizar una colonia. Más tarde, los señores Garzón, Diez y Farga fueron los que realmente cumplieron con el gobierno al donar terrenos necesarios para la plaza, el cementerio y otros solares fiscales, siendo notificados el 16 de septiembre de 1897 por el gobierno provincial, que se concedían nuevamente los beneficios fiscales que otorgaba la "Ley de Colonias" promulgada el 23 de octubre de 1896.

## Demografía
Etruria una tasa de crecimiento de 2,917 % y una población de 4.916 habitantes. La información señala un aumento generalizado de la población urbana en el Departamento San Martín y la ya crónica disminución de la gente que vive en el campo. Respecto a la tasa de crecimiento de Etruria, es muy superior a la de Villa María, ya que para ésta es de 1,17 %.
Según el último censo contaba con 4070 habitantes (Indec, 2010).
| Gráfica de evolución demográfica de Etruria entre 1991 y 2010 |
|                                                               |
| Fuente de los Censos Nacionales del INDEC                     |

## Personalidades destacadas
- Carlos Gay (1951- ) ex arquero multicampeón con Independiente de Avellaneda y América de Cali.
- Albano Bizzarri (1977- ) ex arquero que jugó en equipos de España, Italia y Argentina. También fue parte de la Selección Argentina entre 1999 y 2000.

## Instituciones
- Centro de Salud Municipal Dr. José A. Coroleu
- Hogar de Día N.º 165 “Nueva Vida”
- Centro de Apoyo al Niño y la Familia de Etruria (C.A.N.F.E.)
- Escuela de Música y Banda Municipal
- Museo de Usos y Costumbres
- Talleres Culturales Municipales
- Escuela de Deportes Municipal
- Sociedad Italiana
- Parroquia de “La Anunciación”
- Centro Educativo “12 de Octubre”
- Jardín de Infantes “12 de Octubre”
- Centro Educativo “Malvinas Argentinas”
- Jardín de Infantes “Malvinas Argentinas”
- Escuela Rural “Juan José Castelli”
- Instituto Secundario “General Paz”
- Instituto Superior de Formación Docente "Clelia Fanny Castagnino" Anexo Etruria. (I.S.F.D.C.F.C)
- Universidad de Gestión Cooperativa UGC Agencia Educativa Etruria.
- Centro Educativo de Nivel Primario para Adultos (C.E.N.P.A.)
- Centro Educativo de Nivel Medio para Adultos (C.E.N.M.A.)
- Ce.De.R. (Centro de Desarrollo Regional)
- Club Sportivo Talleres
- Biblioteca Popular “Domingo Faustino Sarmiento”
- Club de Tiradores Etruria
- Agrupación Gaucha “Reseros”
- Cooperativa Eléctrica Limitada de Etruria
- Banco de la Provincia de Córdoba sucursal Etruria
- Subcomisaría Etruria
- Cuerpo de Bomberos Voluntarios
- Centro de Jubilados y Pensionados de Etruria

### Instituciones que dependen de la Municipalidad
- Concejo Deliberante
- Centro de Salud Municipal
- Hogar de Día y Geriátrico Municipal
- Centro de Apoyo al Niño y la Familia
- Escuela de Música y Banda Municipal
- Museo de Usos y Costumbres
- Casa de la Cultura
- Escuela de Deportes

### Los intendentes y sus obras
A partir del 20 de noviembre de 1925 comienza a regir los destinos de nuestro pueblo el primer intendente municipal elegido por voto popular, candidato del partido conservador, el señor Ernesto Alínez, argentino-puntano.
Dictó la primera carta municipal, con las ordenanzas generales de impuestos para 1927 y en la consideración de sus 27 capítulos abarcó todos los rubros que hacen al buen manejo de un pueblo, determinó 3 radios urbanos para impuestos que abarcaban 12 manzanas en las que obligó a hacer veredas.
Merecieron capítulo aparte las rifas, los animales sueltos, la mendicidad, las enfermedades infectocontagiosas, las casas de tolerancia y hasta las bombas de estruendo.
Hizo construir un tanque de agua en la plaza, el Matadero Municipal y compró el primer camión regador, estableció que el cementerio solo estaría abierto al público en general los días lunes y prohibió las casas de tolerancia en la zona urbana. Organizó una comisión encargada de recibir y homenajear a la tripulación del Plus Ultra en 1927.
El segundo intendente elegido por el partido radical, fue don Juan Boschetti, italiano que gobernó desde 1928 hasta 1930 en que fue depuesto por la revolución que destituyó a Yrigoyen.
Marcó la plaza completa, cerrada en una cuadra, al centro del pueblo y prohibió el cruce con vehículos, colocó el primer alumbrado público, marcó el límite del pueblo y la colonia, hizo retirar los alambradas de los sitios de la primera y segunda zona urbana, hizo colocar argollas en los cordones de las veredas para atar allí los caballos y obligó a construir alcantarillas frente a los domicilios del centro. Un fuerte ciclón en 1929 destruyó muchas viviendas y la continuidad del fenómeno obligó a construir refugios de protección para los más humildes.
Denunció un caso de lepra, asistiendo a la familia, compró el primer tractor y la primera máquina de escribir. Con el apoyo municipal se formó la Comisión Pro Casa Parroquial.
El tercer periodo fue cubierto por el doctor Alfonso Vera, argentino, que se hizo cargo de la intervención desde 1930 a 1931. Organizó la olla popular apoyando las necesidades en la crisis económica, solicitó al gobierno de la provincia, caballos para equipar al personal policial, construyó el horno crematorio en el cementerio y debido a las deudas existentes, retiró las nueve chapas oficiales que se entregaban sin cargo a las autoridades públicas y solicitó 220 chapas patente de automotores.
Se presentaron casos de rabia en gatos y perros, casos de peste bubónica y fue derivado un enfermo de lepra con sus siete hijos a Buenos Aires, para ser tratados correspondientemente.
El cuarto intendente fue el señor Waldemar Martínez, primer nativo, nieto de los primitivos estancieros de la zona, electo por los demócratas, desde mayo de 1932 a 1936. Organizó con el apoyo de don Santiago Kenny, la escuela en Barrio Soria y creó la cantina escolar para los tres meses más fríos, dando calzado y abrigo.
Dispuso hacer el cordón de la vereda de la iglesia y acondicionó la plaza, demarcándola con el cordón de la vereda y colocando molinetes en las cuatro esquinas para impedir la entrada de los animales sueltos, organizó el desagüe del pueblo por las calles de acceso al cementerio, la que fue arbolada con pilos y álamos.
El quinto periodo municipal lo cubre otro nativo, también nieto de los primeros estancieros de la zona, José Becerra, elegido por la Agrupación Defensa Comunal desde mayo de 1936 a 1940. Compró el segundo camión regador, hizo cerrar las casas de tolerancia, autorizó que los autos y sulkys de los concejales no pagaran patentes de tránsito. Organizó campañas escolares para combatir los bichos canasto, entregando una pelota de fútbol por cada 10 kg de bichos recogidos. Al terminar su periodo, el sucesor, de distinto signo político, hizo investigar las cuentas municipales y por una diferencia de $ 4,80 le correspondieron a él y a su secretario Soldini, 18 meses de cárcel; en el archivo municipal se conserva el informe del contador Cardosso, que investigó la irregularidad.
El sexto intendente electo por el radicalismo fue el doctor Víctor Sabath, vecino de Pasco, casado con Yolanda Paiva, nieta de Belisario Ortiz, gobernó desde mayo de 1940 a 1945.
Hizo revocar los frentes y obligó a hacer las veredas en las propiedades del centro por donde pasaba la Ruta Provincial N° 4 que se inauguró en 1942. Pidió al Ministerio de Gobierno de la Provincia los antecedentes históricos de nuestro pueblo (documentos que dieron pie a esta investigación).
En su periodo se hizo la cancha de pelota a paleta junto al parque de juegos infantiles con grandes hamacas, la primera estación de servicio frente a la plaza (hoy Chiampo), el tanque de agua que está en la plaza y el monolito a Sarmiento que le da nombre a la avenida. Por un corto periodo, fue interventor Atilio Giordano.
El séptimo periodo lo cubre el comisionado don Julio Rossi, nativo de La Laguna, que gobernó desde 1945 a 1948. Mantuvo todas las organizaciones anteriores, obedecía órdenes, no innovó nada, recuerdan que decía “yo soy un simple soldado”. Se formó una “Comisión Pro Ayuda a Italia” que giró $ 2.620,30 (m/n), recaudados en donaciones y fiestas, que el pueblo y colonia de Etruria envió el 4 de febrero de 1946. Volver arriba
El octavo periodo lo cubre don José Balbo, italiano, propuesto por los peronistas locales para cubrir el cargo de comisionado municipal. Hizo el centro de la avenida Sarmiento, con jardines, iluminación y bancos, allí se lo vio trabajar en albañilería junto a sus obreros, hizo construir los baños públicos con duchas en el Barrio Soria, para cubrir las necesidades imprescindibles de la población que carecía de agua. Cubrió la intervención Vicente Vera por un breve periodo.
El noveno periodo también fue cubierto por un comisionado peronista, don Domingo Ruiz, nativo, que gobernó desde 1951 hasta 1955 cuando cae con la Revolución Libertadora, fue el secretario del periodo anterior. Hizo construir una casita en el tanque de la plaza que después fue demolida por ser muy pequeña. Solicitó revoques, cordones y veredas, ampliando el radio céntrico.
El décimo periodo lo cubre un interventor por el partido radical, el doctor Juan Flores, médico radicado en esta localidad en la década anterior. Canalizó los desagües, levantó las calles anegadizas que daban entrada al pueblo y obligó la construcción de cordones y veredas.
El undécimo periodo es ocupado por un nativo, electo por el pueblo, Atilio Moriconi, candidato por el partido radical que gobernó desde 1958 a 1960 en que junto con el gobierno nacional de Arturo Frondizi terminó el mandato; destinaba su sueldo para mejorar el pago asignado a sus secretarios. Continuó como interino el secretario Néstor Airaudo.
En el duodécimo periodo es nombrado interventor el señor Ubelindo Velázquez, desde 1960 a 1962, comerciante nativo de Ordóñez, radicado en esta localidad. Inició el edificio municipal, con proyección a dos pisos, compró tractor y camión, creó la Escuela de Música y Banda Infantil, organizó el archivo municipal, publicó treinta boletines municipales con relatos históricos, recopiló las fotos de los ex intendentes para formar la Galería de Intendentes. Volver arriba
El decimotercer periodo lo cubrió un intendente nativo, electo por el partido radical, Atilio Moriconi, desde agosto del ’62 a junio del ’66 en que fue derrocado Illía. Terminó el primer piso del edificio municipal, que hizo amueblar y no pudo estrenar pese a las dos fechas dadas, hizo enarenar las principales calles de nuestro pueblo e iluminó la calle Quaranta donde pasa la ruta con luces de mercurio; fue la primera vía blanca de la zona.
El decimocuarto periodo fue cubierto por un interventor, doctor Carlos Quevedo Paiva, desde 1966 a 1970, nativo bisnieto de los primeros colonos. Amplió el cementerio, levantó nuevos nichos municipales, construyó la capilla en el cementerio, hizo remodelar la plaza en la que colocó un calendario y una fuente de agua sobre una explanada para actos públicos.
El decimoquinto periodo lo cubrió como interventor por segunda vez don Ubelindo Velázquez, desde 1970 a 1973, quien se había desempeñado como secretario del anterior periodo. Planeó el asfalto de las calles principales del pueblo contra la voluntad de los pobladores, hizo construir un horno incinerador de basura, adoptó por ordenanza municipal el escudo de Etruria, celebró los 80 años de fundación declarando feriado el 17 de mayo. Al levantar los rieles del ferrocarril, gestionó la compra de esos terrenos, se inauguró el nuevo tendido de agua corriente
e iluminó el cementerio.
El decimosexto periodo es ocupado por el intendente electo por los demócratas, doctor José Alberto Coroleu, desde 1973 a 1976 en que cae el gobierno de Isabel Perón. Hizo demoler el edificio de la Estación Ferroviaria, loteó y vendió los terrenos del ferrocarril y mandó edificar la Terminal de Ómnibus, hizo por el Banco Hipotecario un plan de 13 viviendas para empleados municipales en el Barrio Soria, llevó adelante el asfaltado de las calles del pueblo, cambió de lugar las cañerías del agua en la Avenida Sarmiento poniéndolas en la vereda, levantó el galpón grande del corralón municipal, adquirió un tractor
y una motobarredora. Volver arriba
En el decimoséptimo periodo es confirmado en el cargo de intendente el doctor José Alberto Coroleu, desde mayo de 1976 hasta junio de 1981. Durante este periodo apoyó la construcción del edificio propio del Secundario “General Paz”, colaboró en el cambio de techo del templo parroquial, trasladó y depositó los restos mortales del Padre Víctor Gómez en la capilla del cementerio, se construyeron 187 nichos municipales en la galería Ernesto Alínez.
En el decimoctavo periodo que se inicia el 20 de junio de 1981 hasta la recuperación de los derechos democráticos en diciembre de 1983, queda confirmado en el cargo el doctor José Alberto Coroleu que continuó la obra comunal levantando 47 casas con el plan del Banco Hipotecario, se construyó la oficina de Correos, se iluminó con vía blanca la Avenida Sarmiento y la calle Pelleschi y se construyó la central de telediscado.
El decimonoveno periodo lo ocupa un intendente radical electo por el pueblo en diciembre de 1983 hasta diciembre de 1987. El ingeniero agrónomo señor Sergio Mario Russo, que continuó con la iluminación reemplazando las pantallas aéreas por las columnas, ampliando el alumbrado a todos los sectores, realizó obras de desagüe y el cordón cuneta a las calles de tierra, se parquizó y acondicionó el Polideportivo Municipal para practicar básquet, vóley, atletismo, softbol, se apoyó las actividades de natación, ciclismo y de maratonistas.
Loteó y donó terrenos fiscales a las familias que estaban ocupando esas tierras e inauguró el telediscado; con la perforación de dos surgentes se abasteció de agua potable a la población, para lo que se instalaron nuevas cañerías con medidores para el consumo de agua, organizó la Guardería Municipal, el Comedor PAICOR para niños, surgió la Comisión de Cultura Municipal que se encarga de los talleres gratuitos de enseñanza práctica, se adquirió el horno para cerámica, apoyó la creación del Cuerpo de Bomberos Voluntarios y la Agrupación Gaucha, el Centro de Alfabetización y Educación del Adulto, el Secundario Acelerado en tres años, se instaló la repetidora de los canales 8, 10 y 13 de televisión, se hicieron planes de vivienda con el plan EPAM, se consiguieron 33 créditos del Banco Hipotecario para refaccionar y terminar viviendas, se adquirió un ómnibus municipal y se inauguró el edificio de la sucursal del Banco de la Provincia de Córdoba.
En el vigésimo periodo fue reelecto el ingeniero Sergio Mario Russo, desde 1987 a 1991. Continuó con los planes de vivienda del Banco Hipotecario y del IPV, organizó cooperativas de viviendas, cambió de lugar y de sistema de basural, procediendo al enterramiento de los residuos, inauguró el edificio del Jardín de Infantes “12 de Octubre”, se erradicaron los pobladores de las construcciones precarias sobre la calle Santiago Kenny, llevándolos a nuevas viviendas sobre la Calle N° 3 de Barrio Soria, se parquizó la Plazoleta “5 de Junio”, se construyó el cordón cuneta y se hizo el ripiado con desecho de canteras a las principales calles del Barrio Soria.
Se dictaron clases gratuitas para soldadores, electricistas, apicultores, se abrió la Escuela Monotécnica de Carpintería en dos años para niños, se construyeron dos aulas en la Escuela Malvinas Argentinas y habilitaron 25 nichos municipales gratuitos, se dictó el reglamento interno de la Comisión de Cultura, se inauguró el Museo de Usos y Costumbres. Con la celebración del centenario de la llegada del tren, se inauguró la Plazoleta del Centenario y la de Juegos Infantiles Santiago Kenny, se agregó un aula al Secundario “General Paz”, se adquirió la ambulancia y se le hizo el correspondiente garaje en el hospital, se agregó tinglado, taller y depósito al Corralón Municipal, se adquirió una motoniveladora, un centro de cómputos y se equipó la Municipalidad con una central telefónica.
El vigésimo primer periodo lo ocupa Nelio Benito Lerín, intendente electo, propuesto por la Unión Cívica Radical tomó posesión el 12 de diciembre de 1991. Adquirió el edificio del ex secundario para instalar la Casa de la Cultura con salas para el museo, para los talleres culturales, salas de reuniones, de conferencias, para la radio FM 107.5 y las dependencias del Concejo Deliberante, trasladó la guardería y el Centro de Asistencia Integral para el Niño y la Familia al edificio de la Terminal de Ómnibus y se construyó un parador, se hicieron nuevas plantaciones en las entradas del pueblo, se entregó una manzana de Barrio Soria a la Agrupación Gaucha, se organizó el Ente Intercomunal para la conexión del gas de la que es presidente, celebró los 500 años del Descubrimiento de América y se levantó un busto a Cristóbal Colón.
Se agregaron dos aulas al Secundario “General Paz”, desmontó y limpió sitios, arregló calles del Barrio Soria, consiguió un plan de 40 viviendas de 2 y 3 dormitorios del IPV para construir en Barrio Soria, consiguió la donación de un terreno junto a la Escuela Malvinas Argentinas para construir el jardín de infantes, inició el plan Fo.Vi.Cor. (Fondo de la Vivienda de Córdoba) para 15 casas con administración municipal, para ocupar terrenos baldíos, adquirió una bloquera y una máquina cortadora de ladrillos para viviendas de ayuda social y se dictó un curso para gasistas.
En el vigésimo segundo periodo fue reelecto Nelio B. Lerín, que con ahínco continuó con las obras iniciadas para conectar a la comunidad a la red de distribución domiciliara de gas natural, llegando ésta a todos los edificios públicos. Entregó viviendas de planes sociales distribuidas en los sitios baldíos, recambió parte de las cañerías de la red de agua corriente, recuperó para la comunidad el edificio del Cine Avenida, reestructurándolo y agregando vestuarios y sanitarios para convertirlo en el actual Cine Teatro Municipal Avenida.
Amplió el cementerio con nuevos panteones comunitarios, con espacio para enterramientos en tierra y tumbas individuales. Construyó un galpón y dependencias para instalar el CEDER (ex Escuela Monotécnica) donde se dictaron cursos de computación, capacitación para gasistas, electricistas, mecánicos, carpintería, corte y confección, pintura; instaló un nuevo pozo surgente de 40.000 litros por hora; donó al Instituto Secundario un gabinete de informática con 13 computadoras, colaboró en la compra de equipos de computación para las escuelas primarias “12 de Octubre” y “Malvinas Argentinas”; adquirió un nuevo equipo para el consultorio odontológico, amplió con sala y baño el Centro de Salud; instaló una central telefónica intercomunicada entre Municipalidad, Centro de Salud, clínica privada, consultorios médicos, corralón municipal, policía y bomberos. Creó el Archivo Histórico Municipal.
El vigésimo tercer periodo de 1999 a 2003 lo cubre nuevamente Nelio Benito Lerín, reelecto por un tercer periodo consecutivo en el que, con cambio del Concejo Deliberante, siguió en el cuidado de las calles, construcción de cordón cuneta, emparejado y limpieza de veredas, extensión de la red de gas y agua, instalación de un teléfono público y la construcción de nuevas viviendas cubriendo espacios baldíos del Barrio Soria, lo que permitió una nueva imagen para este sector del pueblo tan postergado. Entregó un total de 156 nuevas viviendas esparcidas por todo el pueblo.
Señalizó las calles y espacios públicos, afirmó la Calle N° 3 para desvío de cargas pesadas y a la que denominó “Eliseo Soria” en homenaje al que fuera dueño y señor del primer asentamiento poblacional. Acondicionó y habilitó el edificio del Hogar de Ancianos para trasladar el comedor de día “Nueva Vida”, amplió y arregló nuevos espacios para el museo. Durante su gestión se adoptó la bandera que representa a todos los etrurienses desde el 17 de mayo de 1996.
En el vigésimo cuarto periodo es elegido por la comunidad etruriense como intendente del municipio el Sr. Héctor Mario Baravalle, propuesto por el partido Unión por Córdoba, tomando posesión del mandato el 12 de diciembre de 2003.
En los primeros meses del año 2004 comienza su trabajo como jefe comunal, con la finalización del Geriátrico “Raíces de Nuestro Pueblo”, independizándose del Centro de Salud Municipal. Además se ocupa del mantenimiento del Edificio Municipal, haciendo pintar la fachada del mismo, adquiriendo muebles y otras comodidades necesarias para el bienestar del vecino que acude a diario a él y de los empleados que trabajan allí.
También se ocupó de la remodelación del Centro de Salud Municipal, además de trasladar el parador de ómnibus a la antigua Terminal, recuperando la comodidad que los vecinos merecían contar a la hora de esperar para emprender su viaje.
Más adelante llega el momento de llevar a cabo obras muy importantes para la localidad, como es la pavimentación de 16 cuadras, algunas de ellas son Ballestrini, Santiago Nicola, Manuel Belgrano y 9 de Julio, República Argentina, Santiago Kenny, Schierano y Giaccaglia, la continuación de la obra del acueducto y la construcción e iluminación de los accesos norte y sur del pueblo. Luego se encarga de la remodelación de la Guardería Patito Feo y sala de apoyo CANFE. Se logra la adquisición del aparato de Rayos X, utilizado en el Centro de Salud.
Llegando a fines del primer mandato de Héctor Baravalle, se obtiene por primera vez en Etruria un acercamiento cultural con los ciudadanos italianos, llevando a cabo un hermanamiento con Magliano Alpi.
En las elecciones de 2019 Maximiliano Andrés de la Unión Cívica Radical venció al intendente Héctor Baravalle, quien buscaba su reelección.

## Medios de comunicación
- Canal 2 (emisora local)
- FM Centro 98.1
- FM Urbana 96.9
- FM Compartir 93.1

## Cultura
El 12 de octubre de 2012 se reestrena el Cine Teatro Municipal el cual queda a disposición y al servicio de la comunidad, brindado espectáculos como conciertos del Teatro Colón, obras de teatro, shows infantiles, presentaciones de baile y cato de las academias locales, actos protocolares y proyección de películas clásicas y de estreno todos los viernes.
El 18 de octubre de 2013 Etruria se vestía de gala. Era el día indicado para la Inauguración de la Cisterna de Reaprovisionamiento de Agua Potable y primera etapa de refacción a la plaza mayor de la localidad, Gral San Martín. Gracias al apoyo de la Presidencia de la Nación, Ministerio de Planificación Federal y Secretaria de Medio Ambiente y Desarrollo Sustentable.
Y se encuentran hasta el momento en obra la reconstrucción del Museo de la localidad recuperando el patrimonio cultural de los habitantes.

## Parroquias de la Iglesia católica en Etruria
| Diócesis  | Villa María    |
| --------- | -------------- |
| Parroquia | La Anunciación |